# Hierro (palo de golf)

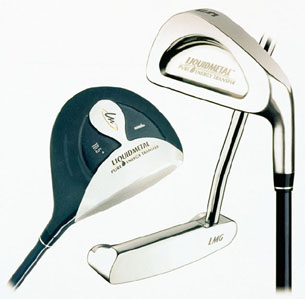
Madera, putter y hierro.

El hierro (en inglés iron) es un palo de golf que se usa para golpear la bola a una distancia aproximada entre 70 y 180 metros. Tienen una cabeza trapezoidal que raramente es hueca, si bien suele estar ahuecada por detrás. La abertura de la cabeza va de unos 20° a 45°, y la longitud de la varilla varía entre 35 y 39 pulgadas aproximadamente. En cuanto a la forma, se distingue entre blades y cavity backs.

## Tipos de hierro
Con los hierros se consigue un mejor control de la bola, en comparación con las maderas, y pueden utilizarse en situaciones difíciles, como en la hierba alta.

### Hierro 1 y 2
Actualmente no es corriente utilizar el hierro 1, y solo algunas marcas fabrican el 2.

### Hierro 4
Actualmente hay muchos sets que empiezan con el hierro 4, pues la industria argumenta que el golfista aficionado recurre más a los híbridos porque estos son más fáciles de jugar que los hierros largos.

### Hierro 7
El hierro 7 se utiliza normalmente en campos con par 3, y suelen hacerse chips y draws.
La distancia media con el hierro 7 son de 120 metros, pero las distancias más largas conseguidas son las de Morgan Pressel con 123 metros, Lorena Ochoa con 137 metros, Cristie Kerr con 141 metros, Corey Pavin y Michelle Wie con 145 metros, Luke Donald con 153 metros, Justin Rose con 155 metros, Stewart Cink con 158 metros, Camilo Vilegas con 161 metros, Tiger Woods con 164 metros, Phil Mickelson con 166 metros, y Ángel Cabrera con 168 metros.

## Descripción
Los hierros son el tipo de palo más común; un juego estándar de 14 palos de golf generalmente incluye entre 7 y 11 hierros, incluyendo wedges. Los hierros suelen diferenciarse por un número del 1 al 10 (más comúnmente del 3 al 9), que indica el ángulo relativo de elevación en la cara del palo, aunque un juego de hierros también varía en el tamaño de la cabeza del palo, la longitud del eje y, por lo tanto, el ángulo de inclinación a medida que aumenta la elevación (y el número). Los hierros con una elevación más alta que los numerados se llaman wedges, que normalmente están marcados con una letra que indica su nombre y se usan para diversos golpes «útiles» que requieren distancias cortas o ángulos de lanzamiento más altos.
Hasta 1940, los palos se nombraban en lugar de numerarse. Algunos de estos nombres, como mashie o niblick, aparecen en la literatura de principios del siglo XX. Aunque estos palos y sus nombres se consideran obsoletos, ocasionalmente un fabricante moderno de palos da un nombre antiguo a un palo nuevo.

## Eje
El shaft es el verdadero motor del palo. Un shaft que se adapta perfectamente a un golfista individual aumenta la distancia y mejora la precisión, mientras que uno mal ajustado puede provocar golpes inconsistentes, incorrectos y una reducción de la distancia.
La flexibilidad del eje es un factor muy importante a la hora de elegir nuevos palos. Si se selecciona correctamente la flexibilidad del palo, se puede aumentar la distancia y la precisión. Un eje demasiado rígido también puede causar pérdida de distancia.
Aunque los shafts de grafito, hechos de materiales compuestos como la fibra de carbono, son ahora estándar en maderas, especialmente en drivers, los shafts para palos todavía se fabrican con mayor frecuencia en acero, que tiene un par de torsión menor que el grafito, lo que reduce la torsión de la cabeza del palo y proporciona mejor precisión. Los wedges casi siempre tienen shafts de acero, ya que la precisión y la consistencia son fundamentales. 
En un juego estándar de hierros, cuanto mayor es el número del hierro, más corto es su shaft; esto permite al jugador realizar un swing más controlado y consistente con palos más cortos. La disminución resultante en la velocidad de la cabeza del palo se compensa con un aumento en la masa de la cabeza del palo. En algunos juegos, todos los hierros tienen shafts de igual longitud, lo que permite usar un swing absolutamente idéntico para cada palo; Bryson DeChambeau es uno de los pocos golfistas profesionales de torneo que utiliza dicho juego.